# Skansin
Skansin är ett fort i Färöarnas huvudstad Torshamn, byggt omkring 1580 på initiativ av Magnus Heinason för att skydda staden mot pirater. Fästningen fick dagens utformning 1790. 

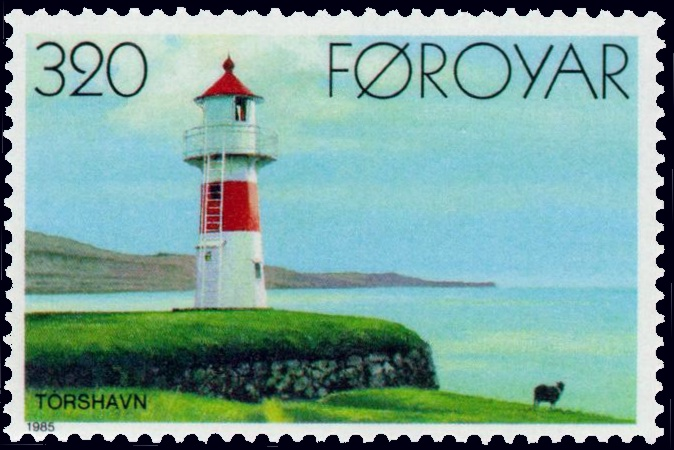
1909 uppfördes ett fyrtorn inne på Skansin. Frimärke utgivet 23 september 1985.

Under Napoleonkrigen ansågs fästningen som en av de starkaste befästningarna i Nordeuropa. Under andra världskriget använde britterna fästningen som högkvarter för sin ockupationsmakt under deras ockupation av öarna. Kanonerna som kan ses permanent på Skansin är två kanoner från krigsfartyget HMS Furious och fyra danska kanoner från 1776−1813.